# Giuvărăști
Giuvărăști è un comune della Romania di 2 584 abitanti, ubicato nel distretto di Olt, nella regione storica dell'Oltenia.